# Bully Kutta
Bully Kutta, também chamado de Mastim Paquistanês, é uma raça de cães molossos do oriente médio, utilizada em rinhas. O Bully Kutta descende do extinto Alão, um tipo de cão usado pelo Exército Persa em batalhas. A raça é usada no Paquistão como cão de guarda e como cão de briga.  

## Características
Um Bully Kutta tem quase o mesmo tamanho de um Dogue Alemão porém é mais musculoso que ele. Possui cerca de 1,10 metros na altura da cernelha e pesam até 90 quilos. Se apresentam em várias cores, mas o mais comum é o branco. Suas orelhas são comumente cortadas. São cães extremamente rústicos e independentes. É um dos cães de guarda mais dedicados. É uma raça rara e informações sobre seu temperamento são escassas.
Devido a lealdade ao seu mestre e a grande maioria de exemplares de personalidade dominante, esta raça têm sido usada, ilegalmente, em rinhas de cães extremamente populares no Paquistão. Isto tem criado uma imagem muito ruim para a raça, que está sendo retratada de forma sensacionalista como "extremamente feroz".

## Variedades
Existem diversas variedades de Bully Kutta, o que torna controverso classificá-lo como uma raça invez de um tipo de cães. Estas variação existem em decorrência do histórico domínio britânico da Índia, rotas maríticas comerciais e a influência externa através da internet com a valorização de raças exóticas, que promoveu e promove, desde muito tempo, a mesclagem do Bully Kutta com raças estrangeiras como mastim inglês, dogue alemão e outras, em escala desconhecida, produzindo variedades diferenciadas, possivelmente dissolvendo o pool genético original da raça, conhecida também como Alangu mastiff, nome provavelmente derivado do lendário cão Alaunt.
Cinco variedades são mais comumente listadas:
- Bully Kutta antigo (tulla)
- Bully Kutta Nagi
- Bully Kutta Aseel
- Bully Kutta tipo mastim (dabba)
- Bully Kutta moderno (naagi)

## Galeria

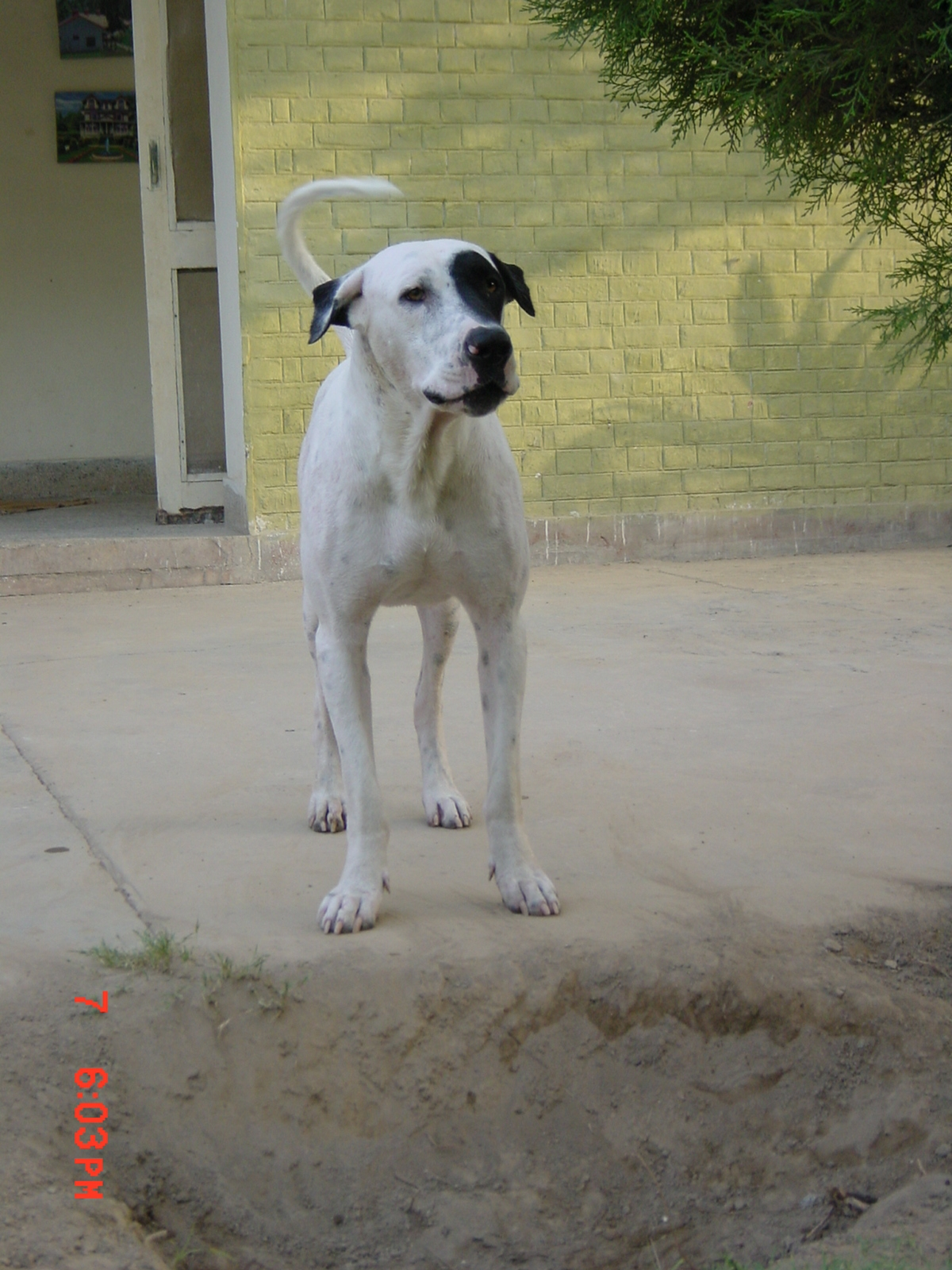
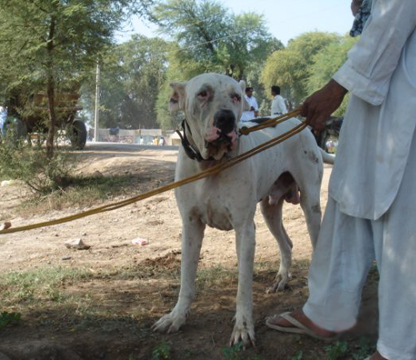
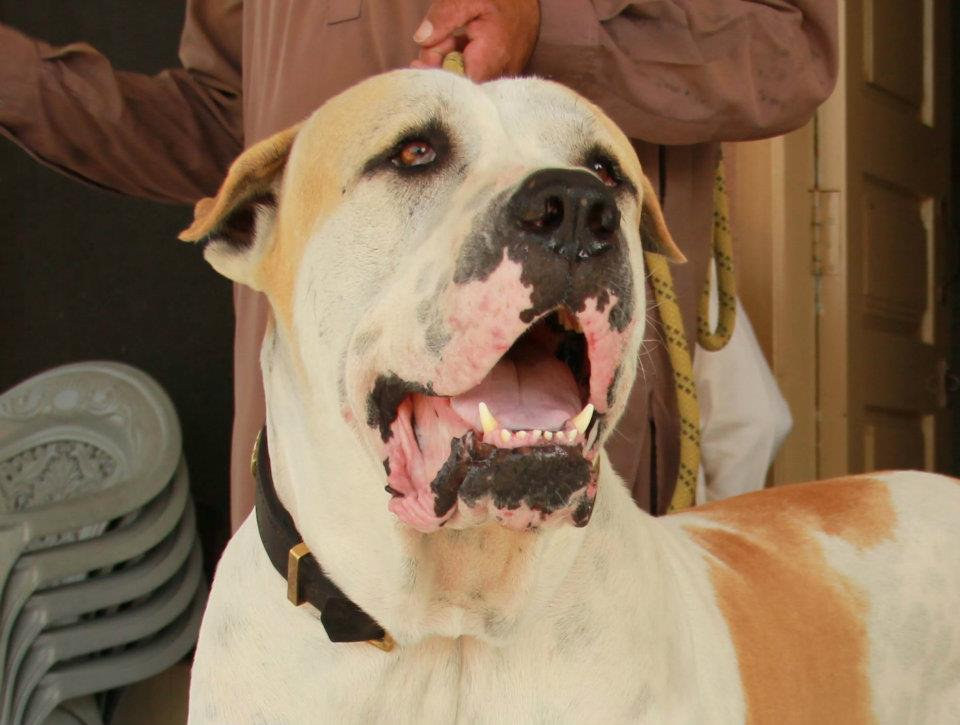
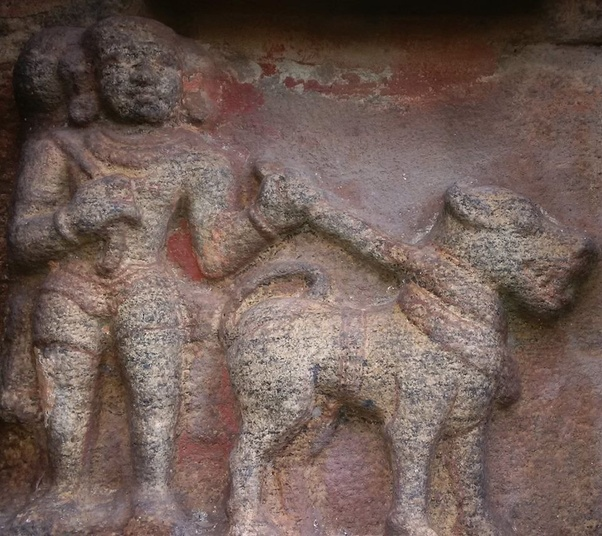
Alangu mastiff
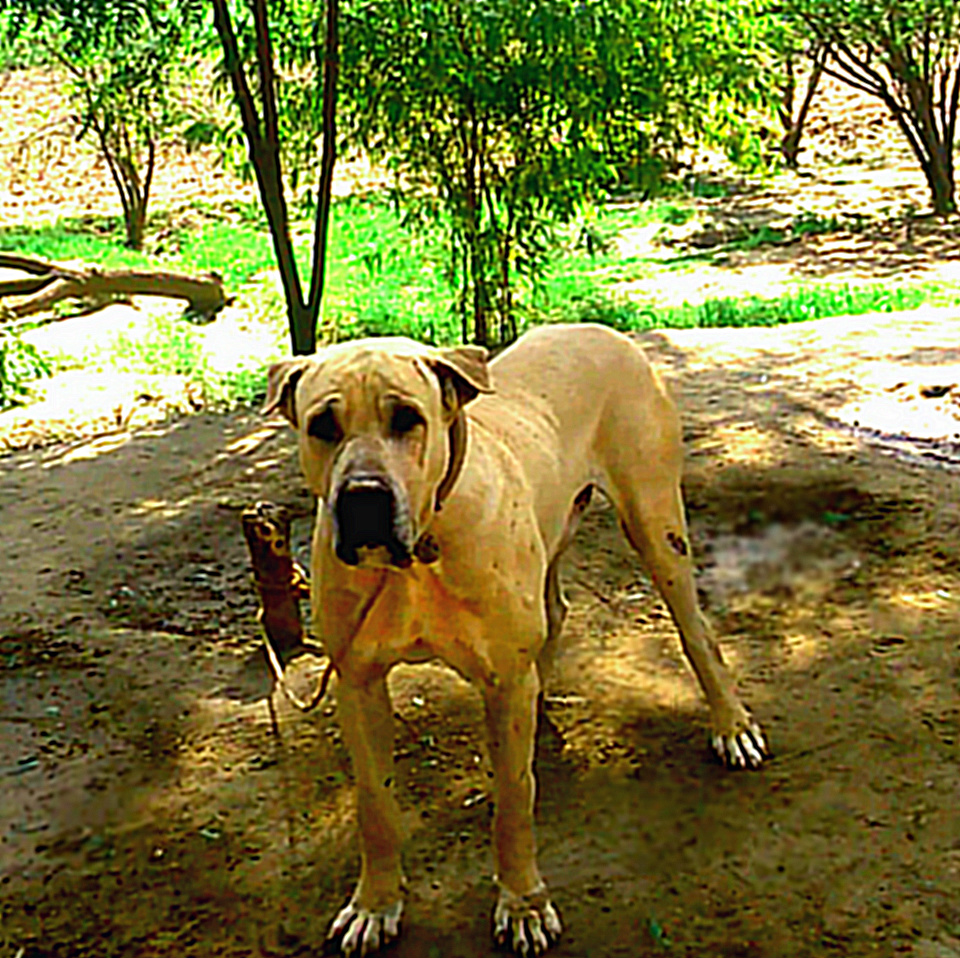